# 娘はむすめ
『娘はむすめ』（むすめはむすめ）は、1973年9月12日から1974年1月9日までTBS系列の「水曜劇場」で放送されたテレビドラマ。全17回。

## 概要
東京の下町・深川を舞台に、片岡理髪店の主人で男やもめの片岡留太郎と五人の娘たちが繰り広げる、娘たちの恋や愛、対立などを描いたホームドラマ。
一子と二子が中心になり、理髪店の半分を使って美容院「ひふみ」を開店した。そのため、これに反対していた留太郎は朝から機嫌が悪い…。

## 放送時間
| 放送期間  | 放送期間  | 放送時間（JST）   |
| --------- | --------- | ----------------- |
| 1973.9.12 | 1973.9.26 | 水曜21:30 - 22:25 |
| 1973.10.3 | 1974.1.9  | 水曜21:00 - 21:55 |

## 出演者
- 片岡留太郎：曽我廼家明蝶
- 片岡一子（長女）：大空真弓
- 片岡二子（次女）：うつみみどり
- 片岡三子（三女）：和泉雅子
- 片岡四子（四女）：小柳ルミ子
- 片岡五子（五女）：吉沢京子
- 京平：藤岡琢也 - 飲み屋でおでん屋の「のんき」の主人
- 雄次：前田吟 - 「のんき」の次男
- 前岡隆夫：横内正 - 一子の三年越しの恋人
- 隆夫の母：三宅邦子
- 宮本明：谷隼人 - カメラマン
- 良一：寺尾聰 - お汁粉屋「茜」の一人息子で、四子の幼馴染み
- 美代：馬渕晴子 - 良一の母
- 八郎：左とん平 - 片岡理髪店店員
- とき：三崎千恵子 - 八郎の母
- 三宅昇：堀内正美 - 五子のボーイフレンド
- 大野木：由利徹 - 五子のアルバイト先の主人（第11話ゲスト）
- カオリ：かずみあい
- 信之助：笑福亭鶴光 - 大阪に住む五姉妹のいとこ
- 岡本茉莉
- ほか

## スタッフ
- 脚本
  - 窪田篤人（第1～9、第11～13、第15～17各話）
  - 松田暢子（第10話、第14話）
- 演出
  - 山本和夫（第1話）
  - 伊藤勇（第2、第4～6、第17各話）
  - 服部晴治（第3、第7、第11、第15各話）
  - 片島謙二（第12話）
  - 宮田吉雄（第14話）
  - 秋山征夫（第16話）
- 制作：TBS